# مداخله ایران در عراق (۲۰۱۴–اکنون)
مداخله ایران در عراق پس از ظهور گروه تروریستی داعش در عراق و در نتیجه سقوط صدام حسین و همچنین ایجاد هرج و مرج‌ها و ناامنی در این کشور و ضعف نهادهای امنیتی در ۲۰۱۴، به درخواست دولت وقت عراق به سرکردگی نوری مالکی، ایران شروع به کمک‌رسانی به دولت عراق برای مقابله با داعش کرد؛ در این راستا ایران ضمن ارسال کمک‌های نظامی و اطلاعاتی و تعدادی از مشاوران عالی‌رتبه نظامی خود را نیز روانه عراق کرد. تصاویر قاسم سلیمانی فرمانده سابق نیروی قدس سپاه پاسداران انقلاب اسلامی نیز در صحنهٔ نبرد در عراق منتشر شده است که نقش شایانی در سرکوب گروه تروریستی داعش بر عهده داشت.
راجر شاناهان، مدیر سابق مرکز مطالعات جنگ زمینی ارتش استرالیا در رابطه با نقش ایران در این باره گفت: «ارائه پشتیبانی لجستیکی و مشورتی برای نیروهای شبه نظامی عراقی که با داعش در عراق نبرد می‌کردند به ویژه در اوایل جنگ توسط ایران بسیار حیاتی بود.»

## راهبرد و تکنیک

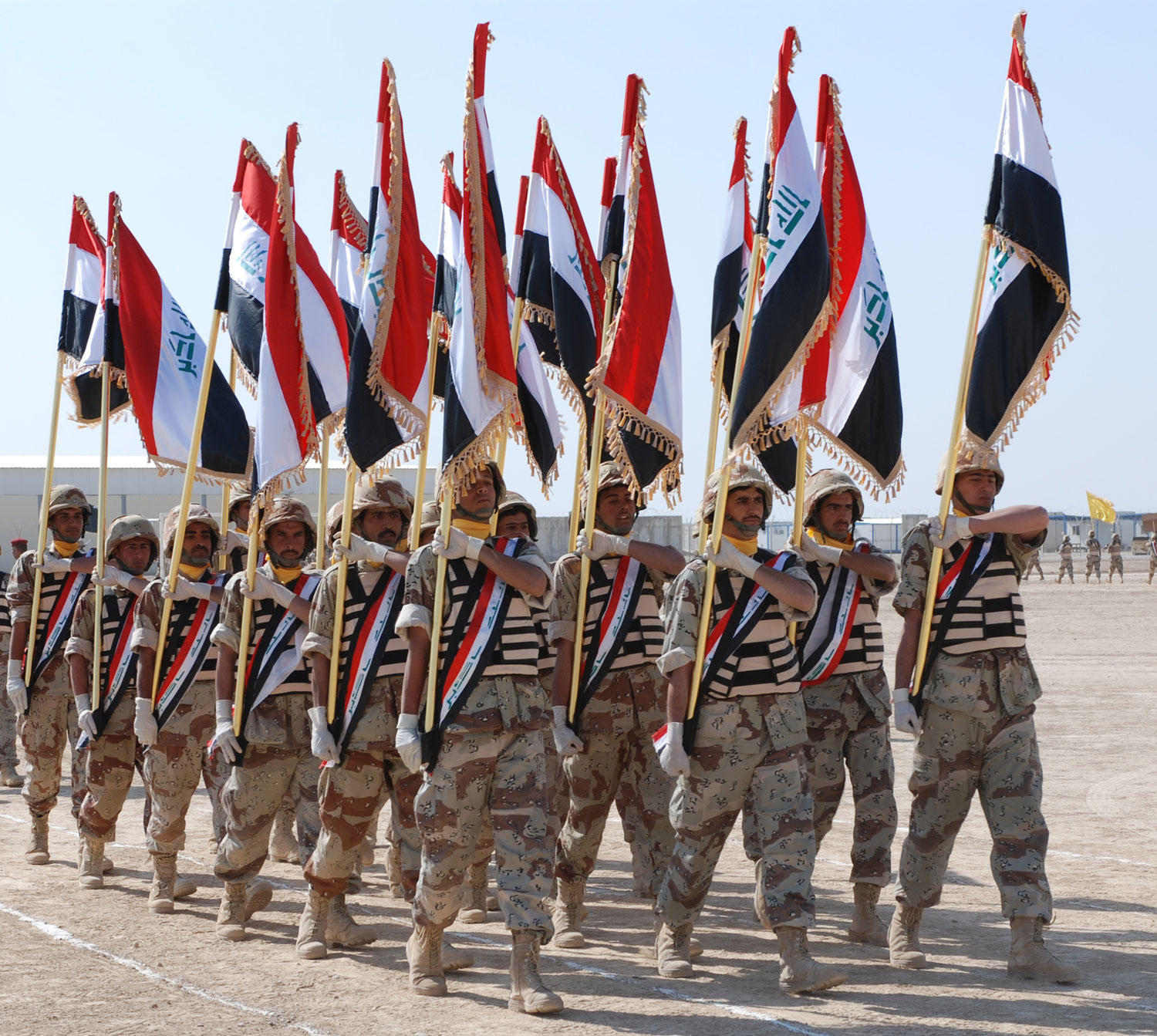
ارتش عراق، تحت آموزش نیروهای ایالات متحده در سال ۲۰۰۸.

سیاست حضور ایران در عراق و حمایت از مرزهایش، برای باقی ماندن هم‌پیمانان و گروه‌های اسلامی حامیش در قدرت است. ایران با کار راهبرد علنی نکردن مداخلاتش در عراق، تلاش دارد تا از آشوب طایفه‌ای در این کشور پیش‌گیری کند؛ این کار راهبردی، به منظور جلوگیری از شورش طایفه‌ای اقلیت سنی، ریشه‌ای شدن اختلافات طایفه‌ای و واکنش‌های ضدی‌گری عراقی‌ها در مقابل ایران است.
بیشتر کمک‌های ایران در این مبارزه، کمک‌های فناورانه و اطلاعاتی بوده است. مسعود جزایری بیان کرد، بهتر است که ایران با دانش موفقش در مبارزه‌های مردمی، به عراق کمک کند، که این کار بسیج تمامی گروه‌های عراقی را تضمین می‌کند.
کمک‌های ایران به عراق با دستور مستقیم رهبر این کشور صورت گرفته است و در سپتامبر ۲۰۱۴ سید علی خامنه‌ای، ابراز اطمینان کرد که نیروهای مسلح عراق و مردم عراق می‌توانند در مقابل داعش به پیروزی برسند.

## دخالت جمهوری اسلامی ایران در عراق
در عراق مجموعه اعتراضاتی از تظاهرات، پیاده‌روی، تحصن و اعتصاب رخ داد. این اعتراضات از ۱ اکتبر ۲۰۱۹ آغاز شده است. زمان شروع اعتراضات توسط فعالان مدنی در رسانه‌های اجتماعی معین شده و در استان‌های مرکزی و جنوبی عراق منتشر شده است. هدف آن اعتراض به ۱۶ سال فساد، بیکاری و خدمات عمومی ناکافی بوده است که بعداً به فراخوان برای براندازی حکومت و توقف مداخله ایران در عراق انجامیده است. حکومت عراق متهم است که از گلوله، تک تیرانداز، آب داغ و گاز اشک آور علیه اعتراض کنندگان استفاده کرده است. اعتراضات در ۸ اکتبر متوقف و از ۲۴ اکتبر از سر گرفته شد. طبق گفته بی‌بی‌سی آنها خواهان خاتمه نظام سیاسی مبتنی بر تقسیمات طائفی هستند که از زمان حمله آمریکا و متحدانش به عراق در سال ۲۰۰۳ ایجاد شده است. در نتیجه این اعتراضات، مجلس عراق در ۲۸ اکتبر طرح بازنگری در بخش‌هایی از قانون اساسی عراق طی حداکثر چهار ماه را مصوب کرد.
۲۸ نوامبر ۲۰۱۹ نیروهای امنیتی عراق سرکوب خونینی در شهرهای نجف و ناصریه براه انداختند و به روی مردم معترض آتش گشوده و ۴۴ نفر را کشتند. بعد از این حادثه و با پیام سید علی سیستانی، عادل عبدالمهدی، نخست‌وزیر عراق تصمیم به استعفا گرفت. ایالات متحده و اسرائیل مدعی شدند که در رأس فرماندهی سرکوب خونین عراق، قاسم سلیمانی و ابومهدی مهندس فرمانده حشد شعبی قرار دارند. اعتراضات عراق در ابتدا علیه فساد، بیکاری و مسائل اقتصادی آغاز شد. معترضان نسبت به جمهوری اسلامی ایران، که با احزاب سیاسی مهم در عراق ارتباط نزدیکی دارد و چندین گروه شبه نظامی قدرتمند حمایت می‌کند، خشمگین هستند. معترضان عراقی همچنین می‌گویند جمهوری اسلامی سعی دارد مشابه تجربه تضعیف ارتش خود و تقویت سپاه پاسداران را در عراق با تضعیف ارتش رسمی آن کشور و تقویت حشد شعبی، یا بسیج مردمی عراق، انجام دهد. بسیاری از معترضان شبه نظامیان موسوم به حشد شعبی را، که در سال ۲۰۱۴ برای مبارزه با دولت اسلامی داعش تشکیل شد، به اقداماتی مانند حمله به معترضان بنا بر دستور حکومت ایران، و همچنین به فعالیتهای درآمدزا و حفاظت از سیاستمداران فاسد و اقدامات خلاف بدون ترس از مجازات متهم می‌کنند. شبکه فاکس نیوز گزارش داده بود که فعالان عراقی می‌گویند ایران کاری کرده که در کشور خودشان با آنها مانند «بیگانگان» رفتار می‌شود.
بر پایه برخی از منابع، گروه‌های نیابتی نظام جمهوری اسلامی ایران، امنیت خاورمیانه را تهدید می‌کنند.

### نقض حقوق بشر در عراق
نظام جمهوری اسلامی ایران به ویژه به سپاه پاسداران انقلاب اسلامی، متهم شده‌اند که با انتقال جنگجویان عراقی و افغانی و پاکستانی و دخالت دادن آن‌ها در جنگ‌های نیابتی و با کشتار هزاران انسان، حقوق بشر را در کشورهایی دیگر، همچون: سوریه و عراق و یمن نقض کردند.

### نوار زمانی مداخله‌های ایران در عراق

#### خرداد ۱۳۹۳
در ماه ژوئن ایران حدود ۵۰۰ سرباز از سپاه پاسداران به عراق فرستاد. این سربازان در سامرا، بغداد، کربلا و در اردوگاه نظامی اسپایکر پخش شدند. همچنین ایران در اوایل تابستان مقادیر زیادی اسلحه و مهمات، به در خواست اقلیم کردستان، به پیشمرگان کرد، در شمال عراق بخشید.
۲۳ خرداد (۱۳ ژوئن) نیروهای عراقی با پشتیبانی سپاه پاسداران ایران بر شهرک ضلوعیه در استان صلاح‌الدین، تسلط یافتند.
در این زمان قاسم سلیمانی به بغداد رسید
در ۲۹ خرداد (۱۹ ژوئن) نیروهای گروهک تروریستی داعش موسوم به دولت اسلامی عراق و شام به مرزبانان ایران در نزدیکی قصر شیرین یورش بردند.

#### تیر ۱۳۹۳
- در اوایل تیرماه (اواخر ژوئن)، ایران مرکز ویژهٔ فرمانده‌ای در فرودگاه نظامی الرشید، ساخت. ایران در فرودگاه پهپاد ابابیل را بالای عراق به پرواز درآورد. گزارش شده است، این پهپاد از گفتگو میان رزمندگان و فرماندهان داعش، شنود الکترونیکی انجام داده است.[۳۹]

بین ۹ تا ۱۰ تیر (۳۰ ژوئن تا ۱ ژوئیه) ایران هفت جت جنگندهٔ سوخو-۲۵ را به فرودگاه نظامی الرشید و سپس فرودگاه المثنا فرستاد. هدایت این جت‌ها به دست خلبان‌های ایرانی-عراقی آموزش دیده در ایران بود.

#### شهریور ۱۳۹۳
بین ۹ تا ۱۰ شهریور (۳۱ اوت تا ۱ سپتامبر) نیروهای مسلح عراق با پشتیبانی گردان‌های حزب‌الله عراق و عصائب اهل الحق به داعش برای برداشتن محاصره شهر آمرلی حمله‌ای پیروزمندانه داشت، این حمله طبق داده‌های ستاد فرماندهی مرکزی ایالات متحده آمریکا از نیروی هوایی آمریکا با درخواست نیروهای مسلح عراق پشتیبانی می‌شد.

#### مهر ۱۳۹۳
ایران اعلام کرد، چند شهروند افغان و پاکستانی که تلاش داشتند از مرزهای ایران-عراق عبور کنند تا به دولت اسلامی عراق و شام ملحق شوند، بازداشت کرده است.

#### آبان ۱۳۹۳
در ماه اکتبر، عملیات عاشورا برای آزادسازی منطقه جرف النصر از دست نیروهای داعش انجام شد، در این عملیات نیروهای مسلح عراق، پلیس فدرال عراق و نیروهای مردمی پشتیبانی شده از طرف ایران شرکت داشتند، ژنرال ایرانی، قاسم سلیمانی در صحنهٔ نبرد این عملیات به عنوان یکی از فرماندهان نیروهای عراقی حضور داشت. در اواخر سپتامبر امیر احمدرضا پوردستان تهدید کرد که اگر لازم باشد نیروهای داعش از مرزهای ایران دور شوند ایران دست به عملیات گسترده در خاک‌های عراق خواهد زد.

#### دسامبر ۲۰۱۴
در ۲۷ دسامبر، سرتیپ سپاه سید حمید تقوی‌فر در سامرا کشته شد، بنا به گفته شاهدان صحنه این قتل در حین تعقیب فراریان داعشی از صحنه عملیات انجام شده است. وی بلندپایه‌ترین سرباز ایرانی است که پس از مداخله ایران در عراق کشته شده است. سید حمید تقوی فر فرمانده گروه سرایا الخراسانی از زیر مجموعه‌های حشد شعبی بود. وظیفه این گروه حفاظت از اماکن مقدس شیعیان در عراق و مبارزه با داعش است.

##### فهرست فرماندهان دریافت‌کننده نشان نظامی به دلیل حضور نظامی در سوریه و عراق
نام برخی از فرماندهان رده‌بالای سپاه پاسداران انقلاب اسلامی و ارتش جمهوری اسلامی ایران که از رهبر جمهوری اسلامی ایران علی خامنه‌ای، به دلیل مداخله در سوریه و عراق، نشان نظامی گرفتند، عبارت است از:
1. سرلشکر قاسم سلیمانی؛ فرمانده کل نیروهای سپاه قدس جمهوری اسلامی در خاورمیانه، از جمله در جنگ سوریه و عراق (نشان ذوالفقار)؛
2. سرتیپ حسین همدانی؛ اولین فرمانده نیروهای ایرانی در سوریه و مسئول تشکیل شبه‌نظامیان حامی بشار اسد (نشان فتح یک)؛
3. سرتیپ عبدالله عراقی؛ جانشین وقت فرمانده نیروی زمینی سپاه و نیز از فرماندهان ارشد نبرد نهایی حلب در سال ۲۰۱۶ (نشان فتح دو)؛
4. سرتیپ جواد عظیمی‌فر؛ معاون مهندسی رزمی نیروی زمینی سپاه (نشان نصر یک)؛
5. سرتیپ محمود چهارباغی؛ فرمانده پیشین توپخانه نیروی زمینی سپاه (نشان نصر یک)؛
6. سرتیپ هامون محمدی؛ فرمانده سپاه استانی گیلان (نشان فتح سه)؛
7. سرتیپ محمدعلی حق‌بین؛ فرمانده لشکر ۱۶ قدس مستقر در گیلان (نشان فتح سه)؛
8. سرتیپ عوض شهابی‌فر؛ فرمانده سابق سپاه استانی کهگیلویه و بویراحمد (فتح دو)؛
9. سرتیپ حمید ارجمندی‌فر؛ جانشین فرمانده قرارگاه حمزه (نشان فتح سه)؛
10. سرتیپ حسن شاه‌صفی؛ فرمانده وقت نیروی هوایی ارتش (نشان نصر)؛[۴۷]

## کشتگان ایران
سه تن از نیروی انتظامی جمهوری اسلامی ایران در اوایل تیر ۱۳۹۴ (اواخر ژوئن ۲۰۱۴) در نزدیکی مرز ایران عراق، غرب استان کرمانشاه، گزارش شد به دست «گروه‌های تروریستی» کشته شد ولی اعلام نشده است که این قتل‌ها کار پژاک یا داعش بوده است.
در جدول زیر اطلاعات برخی از ایرانیان کشته شده در عراق آمده است:
| نام                 | درجه                                                         | تاریخ کشته‌شدن                     | مکان          |
| ------------------- | ------------------------------------------------------------ | --------------------------------- | ------------- |
| علی‌رضا مشاجری       | سروان، نیروی زمینی سپاه                                      | ۲۳ تیر ۱۳۹۳ (۱۴ ژوئیه ۲۰۱۴)       | گفتگو برانگیز |
| کمال شیرخوانی       | سرهنگ، سپاه قدس                                              | اواخر خرداد ۱۳۹۴ (نیمهٔ ژوئن ۲۰۱۴) | سامرا         |
| شجاعت علمدار مرجانی | سرهنگ، نیروی هوافضای سپاه خلبان جنگنده                       | نزدیک تیر ۱۳۹۴ (ژوئیهٔ ۲۰۱۴)       | سامرا         |
| حمید تقوی           | سرتیپ، سپاه قدس                                              | ۷ دی ۱۳۹۴ (۲۸ دسامبر ۲۰۱۴)        | سامرا         |
| مهدی نوروزی         | عضو شورای فرماندهی پایگاه بسیج شهید تیموری‌نیا کرمانشاه، بسیج | ۲۰ دی ۱۳۹۴ (۱۰ ژانویهٔ ۲۰۱۵)       | سامرا         |
| حسین شاکری          | نامشخص "عکاسی جنگ"                                           | ۳ بهمن ۱۳۹۴ (۲۳ ژانویهٔ ۲۰۱۵)      | سامرا         |
| رضا حسینی مقدم      | سپاه پاسداران انقلاب اسلامی                                  | ۱۸ بهمن ۱۳۹۴ (۷ فوریهٔ ۲۰۱۵)       | سامرا         |
| محمد هادی ذوالفقاری | طلبه                                                         | اواخر بهمن ۱۳۹۴ (نیمهٔ فوریهٔ ۲۰۱۵) | سامرا         |
| صادق یاری گلداره    | نامشخص، سپاه پاسداران                                        | ۲۰ مارس ۲۰۱۵                      | تکریت         |
| علی یزدانی          | نامشخص، سپاه پاسداران                                        | ۲۳ مارس ۲۰۱۵                      | تکریت         |
| هادی جعفری          | نامشخص، سپاه پاسداران                                        | ۲۳ مارس ۲۰۱۵                      | تکریت         |

## واکنش‌های کشورهای جهان در برابر مداخله ایران در عراق
- روسیه - در زمان اوج شکل‌گیری داعش در عراق، روسیه از حضور ایران در ائتلاف علیه داعش حمایت کرد و خواستار حضور این کشور در این ائتلاف شد.[۵۹]
- عراق - حیدر العبادی نخست‌وزیر وقت عراق عراق در گفتگو با بی‌بی‌سی اظهار کرد: ایران از جمله کشورهایی است که از همان ابتدا با اعزام کارشناسان خبره در مبارزه با تروریسم، عراق را در مبارزه با داعش کمک کرد. زمانی که اربیل در خطر بود ایرانی‌ها اولین کسانی بودند که به کمک آمدند.[۶۰]
- عراق اقلیم کردستان عراق - نخست‌وزیر وقت اقلیم کردستان عراق در رابطه با مشارکت ایران در مقابله با داعش مدعی بود که ایران از نخستین کشورهایی بود که در مبارزه با تروریست‌های داعش به کردستان عراق کمک کرد و این اقلیم همواره ایران را در تمام مواضع علیه تروریست‌ها در کنار خود دیده است.[۶۱]